# Tsákoni
Tsákoni (Tsakoni) är en ort i Grekland.   Den ligger i prefekturen Nomós Kastoriás och regionen Västra Makedonien, i den norra delen av landet, 400 km nordväst om huvudstaden Aten. Tsákoni ligger 718 meter över havet och antalet invånare är 288.
Terrängen runt Tsákoni är kuperad västerut, men österut är den platt.Runt Tsákoni är det ganska glesbefolkat, med 47 invånare per kvadratkilometer. Närmaste större samhälle är Kastoria, 10,0 km nordost om Tsákoni. Trakten runt Tsákoni består till största delen av jordbruksmark.